# Fatah

Das offizielle Wappen der Fatah zeigt zwei Fäuste, die Gewehre halten, und eine Granate vor dem Hintergrund einer Karte des historischen Palästina (das Gebiet des Staates Israel, des Westjordanlands und des Gaza-Streifens), die Ärmel bestehen aus zwei palästinensischen Nationalflaggen

Die Fatah ([ˈfataħ]; arabisch فتح, DMG fatḥ ‚Eroberung, Sieg‘, IPA: fatħ) ist eine politische Partei in den Palästinensischen Autonomiegebieten. Der Name ist ein Akronym und Ananym von حركة التحرير الوطني الفلسطيني Ḥarakat at-Taḥrīr al-waṭanī al-Filasṭīnī ‚Bewegung zur nationalen Befreiung Palästinas‘. Diese Anfangsbuchstaben zusammengesetzt und rückwärts gelesen ergeben das Wort für „Öffnung, Eröffnung, Befreien; (Hindernisse wegschaffen)“, vgl. futūh.
Die Organisation verfolgte laut ihrer Verfassung von 1964 als Ziele die „komplette Befreiung Palästinas“, die „Gründung eines unabhängigen demokratischen Staates mit vollständiger Souveränität über die palästinensischen Gebiete und Jerusalem als Hauptstadt“ sowie die „Ausrottung der ökonomischen, politischen, militärischen und kulturellen Existenz des Zionismus“. In der gleichen Verfassung betrachtete sie die „israelische Existenz in Palästina“ als „zionistische Invasion mit kolonialer Expansionsbasis“. Die Fatah bediente sich in der Vergangenheit auch terroristischer Mittel, um diese Ziele zu erreichen.
Im Rahmen des Oslo-Friedensprozesses erkannte die Fatah 1993 unter ihrem Vorsitzenden Jassir Arafat das Existenzrecht Israels an, bekannte sich zum Friedensprozess und schwor dem Terrorismus als politischem Mittel ab.
Die Fatah ist heute die stärkste Fraktion innerhalb der Palästinensischen Befreiungsorganisation (PLO). Sie ist Vollmitglied in der Sozialistischen Internationalen und hat in der Sozialdemokratischen Partei Europas Beobachterstatus.
Anfang Mai 2011 unterschrieb die Fatah gemeinsam mit der Hamas ein Versöhnungsabkommen, dem zufolge beide planen, eine gemeinsame Übergangsregierung zu bilden. Diese gemeinsame Regierung kam jedoch bis heute (Stand: November 2023) nicht oder nur teilweise zustande.

## Geschichte

### Anfänge als Guerilla-Organisation
Am 10. Oktober 1959 wurde die Fatah als Guerillaorganisation von Jassir Arafat zusammen mit Salah Chalaf, Chalil al-Wazir und Faruq al-Qadumi in Kuwait gegründet. Sie sah im bewaffneten Kampf ein geeignetes Mittel, um die palästinensische Unabhängigkeit zu erreichen. Ende 1964 verübten Fatah-Kommandos erste Anschläge in Israel. In den Folgejahren operierten die Freischärler hauptsächlich von Jordanien aus, verübten Bombenattentate und legten Hinterhalte. Die israelische Regierung reagierte mit der Sprengung von Häusern, die Fatah-Kämpfer beherbergten, und der Ausweisung von Unterstützern. Zwischen Juni 1967 und Dezember 1968 kamen dabei über 600 Palästinenser, über 200 israelische Soldaten und 47 israelische Zivilisten ums Leben.
Einen Wendepunkt in der weiteren Entwicklung stellte die Schlacht von Karame dar. Die israelische Strafexpedition nach Karame (Jordanien) kostete zwar 124 Freischärlern, davon 91 Angehörigen der Fatah, das Leben, aber die Verluste auf israelischer Seite waren ebenfalls hoch. In der arabischen Welt wurde die Schlacht als großer Sieg gefeiert, der die seit der Niederlage im Sechstagekrieg angeschlagene arabische Ehre wiederherstellte. Die Schlacht bestätigte Fatah in ihrem eingeschlagenen Weg und leitete die Machtübernahme in der PLO ein. Im Juni 1968 wurden die Mandate der PLO neu verteilt, wobei nun die verschiedenen Widerstandsbewegungen die große Mehrheit bildeten. Die Fatah avancierte zur stärksten Fraktion der PLO, und im Februar 1969 wurde der Fatah-Chef Arafat zum Vorsitzenden der Organisation gewählt. Die PLO war damit von einer unter der Ägide Nassers gegründeten Organisation zum Forum der palästinensischen Nationalbewegung geworden. Dennoch wurde sie, wie auch die Sache der Palästinenser im Allgemeinen, weiter von den arabischen Staaten für ihre Zwecke instrumentalisiert.
Von Juni bis August 1970 hielten sich Andreas Baader, Gudrun Ensslin, Ulrike Meinhof, Horst Mahler, Peter Homann, Brigitte Asdonk und etwa ein Dutzend anderer Terroristen der Roten Armee Fraktion in einem jordanischen Fatah-Camp auf und erhielten dort eine Grundausbildung in Waffenkunde, Schießen, waffenlosem Kampf, Handgranatenwurf, Sprengstoffherstellung und Kampftaktik. Dies befähigte die RAF dazu, ihren Kampf in der Bundesrepublik zu organisieren, und stellte einen Meilenstein in der Entwicklung des Terrorismus dar, da erstmals eine Terrorgruppe eine andere mit abweichenden Zielen und abweichender Nationalität ausgebildet hatte.

### Vertreibung aus Jordanien

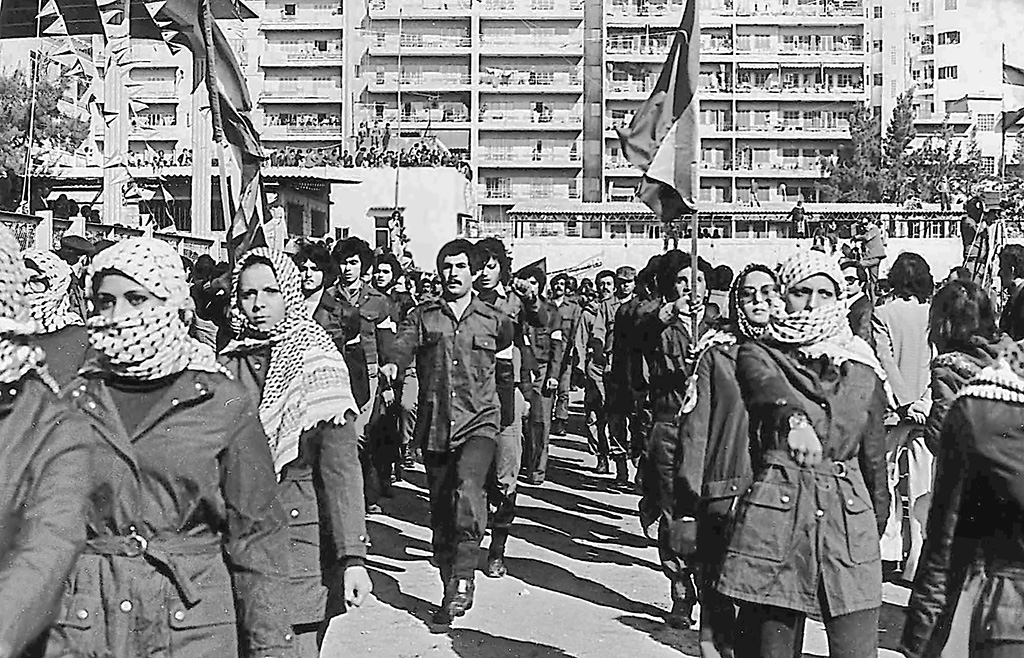
Kämpfer der Fatah in West-Beirut während des libanesischen Bürgerkriegs (1979)

Der im September 1970 ausgebrochene Aufstand von Fatah und anderen Palästinensergruppen gegen das jordanische Königshaus scheiterte im Juli 1971 und führte zur vollständigen Vertreibung der Freischärler aus Jordanien. Als neue Basis im Kampf gegen Israel diente nun der Libanon, vor allem sein Süden. Als Israel 1982 in den Libanon eindrang, zerstreute sich die Gruppe in verschiedene Staaten: Tunesien, Jemen, Algerien, den Irak und andere. Die Führung der Fatah inklusive Jassir Arafat ging ins Exil nach Tunesien und verblieb dort bis 1993.

### Anerkennung Israels und Oslo-Friedensprozess
Im Jahre 1993 begann die PLO geheime Friedensverhandlungen mit Israel in Oslo, welche später als Oslo-Friedensprozess in die Geschichte eingingen. Am 13. September 1993 wurde von Fatah-Führer Jassir Arafat und dem damaligen israelischen Premierminister Jitzchak Rabin die sog. Prinzipienerklärung über die vorübergehende Selbstverwaltung (auch „Oslo I“ genannt) unterzeichnet. Der Vertrag wird als Meilenstein im Nahost-Friedensprozess betrachtet. Beide Seiten erkannten sich erstmals gegenseitig an. Während Israel die PLO als offizielle Vertretung der Palästinenser akzeptierte, verpflichtete letztere sich, aus ihrer Charta alle Passagen, welche die Vernichtung Israels als Ziel nennen, zu streichen. Gleichzeitig wurde gegenseitig die Abkehr vom Terrorismus erklärt. Der Führung der Fatah war es in der Folge gestattet, nach Palästina zurückzukehren. Es folgte die Einrichtung der Palästinensischen Autonomiebehörde, in der die PLO stärkste Kraft wurde. Vertreter der Fatah weisen darauf hin, dass die Fatah, anders als die PLO, Israel nicht anerkannt hat, weil sie eine Partei und kein Staat sei und sich nur Staaten gegenseitig anerkennen könnten, was mit der Ausrufung des Staates Palästina möglich sei.
Besonderes Gewicht haben die im Vorfeld des Oslo-I-Vertrages am 9. und 10. September 1993 zwischen Jitzchak Rabin und Jassir Arafat gewechselten Briefe. In seinem Brief an Rabin schreibt Arafat in seiner Instanz als Vorsitzender der PLO:

„Die PLO erkennt das Recht des Staates Israel auf Existenz in Frieden und Sicherheit an.“

„Die PLO akzeptiert die Resolutionen 242 und 338 des UNO-Sicherheitsrates.“

„Die PLO erachtet die Unterzeichnung der Prinzipienerklärung für ein historisches Ereignis, welches eine neue Epoche friedlicher Koexistenz einleitet, frei von Gewalt und aller sonstigen Akte, welche Frieden und Stabilität gefährden. Dementsprechend verzichtet die PLO auf die Anwendung von Terrorismus und anderer Gewaltakte und wird Verantwortung über alle PLO-Elemente und ihr Personal übernehmen, um die Befolgung [der Vereinbarung] zu gewährleisten, Zuwiderhandlungen vorzubeugen und Zuwiderhandelnde zu disziplinieren.“

Ferner heißt es im gleichen Brief weiter:

„[…] bestätigt die PLO, dass jene Artikel der palästinensischen Charta, die das Existenzrecht Israels aberkennen, und die Bestimmungen der Charta, die nicht mit den Verpflichtungen dieses Briefes übereinstimmen, nun unwirksam und nicht länger gültig sind.“

Im September 1995 folgte als weiterer Schritt, an dem sich die Fatah unter Jassir Arafat beteiligte, das Interimsabkommen über das Westjordanland und den Gazastreifen (auch „Oslo-II“ genannt). Darin wurde u. a. die Einrichtung des Palästinensischen Rates geregelt. Ferner wurde, da der entsprechende Schritt seitens der Palästinenser noch nicht durchgeführt wurde, vereinbart, dass die PLO eine Änderung der Palästinensischen Nationalcharta durch die Nationalversammlung erwirkt.
Für ihre Bemühungen um den Friedensprozess erhielten Jitzchak Rabin und Fatah-Vorsitzender Jassir Arafat den Friedensnobelpreis.

### Kontroversen innerhalb der Fatah bezüglich der nachhaltigen Zwei-Staaten-Lösung
Schon 1988 sagte Salah Khalaf, der Stellvertreter Arafats, in der Diskussion über die Palestinian Declaration of Independence, dass das Ziel die Befreiung ganz Palästinas sei und dies lediglich die Frage aufwürft, wie man dies erreichen kann. Er beantwortete die Frage auch gleich mit dem Satz: „Die Antwort ist: Schritt für Schritt“ (2). Hohe Parteifunktionäre bekannten sich auch nach den Osloer Abkommen dazu, dass man die Vernichtung Israels anstrebt. Faisal al-Husaini, der auch als der heimliche Bürgermeister Ostjerusalems galt, hat sich beispielsweise immer wieder dazu bekannt, dass die Osloer Verträge nur ein Trojanisches Pferd seien, um langfristig ganz Palästina zu „befreien“. Während der 2. Intifada sagte Faisal al Husaini unter anderem, dass man „die Befreiung ganz Palästina erreichen werde, selbst wenn es 1000 Jahre dauern würde“.

### Jüngste Geschichte und geplante Aussöhnung mit der Hamas
Nach dem Mord an Jitzchak Rabin geriet der Friedensprozess ins Stocken und die Verhandlungen von Camp David scheiterten, wofür sich Israel und die PLO gegenseitig verantwortlich machten. Der PLO wurde von vielen Seiten ein doppeltes Spiel vorgeworfen, und auch, dass sie den Ausbruch der 2. Intifada im September 2000 zumindest geduldet habe.
Am 19. März 2003 beauftragte Jassir Arafat seinen Vertrauten Mahmud Abbas, der bereits mit ihm am Oslo-Friedensprozess beteiligt war, mit dem Posten des Ministerpräsidenten. Abbas gilt als gemäßigt und lud viele internationale Hoffnungen auf sich, scheiterte jedoch bereits nach 100 Tagen, als er sein Rücktrittsgesuch einreichte. Allerdings übernahm er nach dem Tod Arafats im November 2004 den Vorsitz der PLO. Am 9. Januar 2005 wurde Mahmud Abbas mit einer deutlichen Mehrheit der Stimmen zum Präsidenten der Palästinensischen Autonomiebehörde und damit zu Arafats Nachfolger gewählt.
Der im Februar 2005 durch Mahmud Abbas und Ariel Scharon geschlossene Waffenstillstand von Scharm asch-Schaich beendete die 2. Intifada.
Bei den palästinensischen Parlamentswahlen am 25. Januar 2006 errang die Hamas die absolute Mehrheit der Mandate im palästinensischen Legislativrat. Es kam zu einem offenen Machtkampf zwischen der ehemals regierenden Fatah und der Hamas, was zu einer Spaltung der Palästinensischen Autonomiegebiete führte: Nach gewaltsamen Auseinandersetzungen fiel der Gazastreifen an die Hamas (Juni 2007), das Westjordanland an die Fatah.
Seit der Bildung der Palästinenserregierung wird die Fatah für Korruption und Vetternwirtschaft kritisiert. Für Israel ist die Fatah bis heute der präferierte Verhandlungspartner unter den Palästinensern.
Anfang Mai 2011 unterschrieb Ismail Haniyya (Hamas) gemeinsam mit Mahmud Abbas zur Überraschung vieler ein Versöhnungsabkommen, das eineinhalb Jahre zuvor die ägyptische Führung im Auftrag der Arabischen Liga aufgesetzt hatte. Beide Fraktionen planten, vor der Parlamentswahl 2012 eine gemeinsame Übergangsregierung zu bilden. Palästinensische Politikexperten führten diesen Schritt auf die arabischen Aufstände seit Beginn des Jahres 2011 zurück. Das ägyptische Außenministerium kündigte daraufhin an, den Grenzübergang bei Rafah dauerhaft zu öffnen und so die israelische Blockade zu beenden.
Die im April 2014 vereinbarte Arbeit an einer Einheitsregierung aus Fatah und Hamas mündete in der Ernennung Rami Hamdallahs, der seit dem 6. Juni 2013 bereits Premierminister der Palästinensischen Autonomiegebiete ist, zum gemeinsamen Regierungschef beider Regierungsparteien. Die Hamas bestätigte diese Meldung auch umgehend. Auch die Besetzung von verschiedenen Ministerposten war ein Ergebnis der gemeinsamen Verhandlungen. Israel reagierte auf diese Annäherung bereits mit einer Aussetzung der Friedensgespräche.
Nach jahrelanger Feindschaft ging Mitte September 2017 die Hamas mit einem Versöhnungsangebot auf die Fatah zu. So sei man bereit, das umstrittene Komitee, das den Gazastreifen verwaltet, aufzulösen und auf zentrale Forderungen von Palästinenserpräsident Mahmud Abbas einzugehen. Das Angebot kam durch Vermittlung Ägyptens zustande. Ziel war u. a., die Blockade des Gazastreifens zu lockern und die humanitäre Lage der ca. zwei Mio. Bewohner zu verbessern.

## Politisches Programm
Oberstes Ziel der Fatah war die „komplette Befreiung Palästinas“ und „die Ausrottung der ökonomischen, politischen, militärischen und kulturellen Existenz des Zionismus“ (Artikel 12 der Verfassung von 1964). Dieser Artikel war eines der wichtigsten Hinderungsargumente radikaler Gruppen innerhalb der Fatah gegen das von Jassir Arafat unterzeichnete Interimsabkommen über das Westjordanland und den Gazastreifen. Danach soll laut Programm ein unabhängiger demokratischer Staat mit vollständiger Souveränität auf dem Gebiet ganz Israels entstehen. Jerusalem solle die Hauptstadt werden und es solle allen Bürgern gleiche Rechte zugestanden werden, ohne rassische oder religiöse Diskriminierung. Die bewaffnete Volksrevolution sei dabei ein unverzichtbares Mittel, um Palästina zu befreien.
Während sich die Fatah infolge des Oslo-Friedensprozesses zu einer vergleichsweise moderaten palästinensischen Fraktion wandelte, welche gemäß dem Brief ihres Vorsitzenden Arafat Israels Existenzrecht anerkannt und dem Terrorismus abgeschworen hat, fand eine eindeutige offizielle direkte Änderung der Palästinensischen Nationalcharta gemäß dem Oslo-I-Vertrag bis heute nicht statt. Die Anerkennung Israels durch die Palästinensische Autonomiebehörde erfolgte de facto indirekt. In einer Sitzung am 26. April 1996 votierte sie mit 504 zu 54 Stimmen bei 14 Enthaltungen:

„Die Palästinensische Nationalcharta wird hiermit dadurch ergänzt, dass alle Artikel, welche zu den am 9. und 10. September 1993 zwischen der PLO und der Regierung von Israel gewechselten Briefen im Widerspruch stehen, annulliert werden.“

Mehrere Gruppen blieben u. a. im Libanon und in Palästina aktiv: die Hawari Gruppe, Tanzim und die al-Aqsa-Märtyrerbrigaden.
Seit dem 4. August 2009 fand erstmals seit 1989 ein Fatah-Delegiertenkongress statt.

## Fatah-Tanzim
Die Tanzim-Miliz wurde Mitte der 1990er-Jahre als Miliz der Fatah gegründet.
Unter ihrem Führer Marwan al-Barghuti spielte sie eine zentrale Rolle in der im September 2000 begonnenen al-Aqsa-Intifada.

## Al-Aqsa-Märtyrerbrigaden
Die in Zellen organisierten al-Aqsa-Märtyrerbrigaden sind ein terroristischer, bewaffneter Zweig der Fatah. Sie wurden nach Beginn der al-Aqsa-Intifada gegründet und verübten Selbstmordattentate gegen israelische Zivilisten. Zu ihren Opfern gehören vermeintliche palästinensische Kollaborateure.

## Bewertung im Ausland
Auf dem Ende November 2020 stattfindenden Bundeskongress der Jusos, der Jugendorganisation der SPD, wurde die Jugendorganisation der Fatah in einem Antrag des Bundesvorstands mit dem Titel „Unsere Vision für das Willy Brandt Center Jerusalem“ als „Schwesterorganisation“ bezeichnet. Die Einstufung als Schwesterorganisation wurde medial aufgegriffen und vonseiten einzelner Mitglieder der Union und der FDP als antisemitisch kritisiert; auch innerhalb der Jusos und der SPD wurde Kritik laut. Das American Jewish Committee stuft die Organisation als „extremistisch“ ein. Sowohl Jusos als auch Schabibet Fatah kooperierten nach Angaben des Tagesspiegels schon seit 1996 in der International Union of Socialist Youth; die Mutterparteien unterhielten ebenso internationale Verbindungen über die Sozialistische Internationale. Im Oktober 2023 beendeten die Jusos die Zusammenarbeit mit der Fatah Jugend.